# Stefan Skoczylas
Stefan Skoczylas, ps. Piotr Giela, Piotr Konar (ur. 25 marca 1918 w Turowoli, zm. w styczniu 1945 w Harzungen) – polski wydawca i redaktor prasy podziemnej, komendant podokręgu Siedlce Okręgu Lublin Batalionów Chłopskich, pośmiertnie awansowany do stopnia podpułkownika.

## Życiorys
Urodził się jako syn Franciszka, rolnika. Przed wybuchem II wojny światowej rozpoczął studia na wydziale Prawno-Ekonomicznym KUL. Działał w ramach Centralnego Związku Młodzieży Wiejskiej Siew.
Po wybuchu wojny włączył się do działalności podziemnej w październiku 1939. Początkowo należał do Chłopskiej Organizacji Wolności Racławice, później współorganizował BONP, lecz ostatecznie w połowie 1940 związał się z Batalionami Chłopskimi. Zajmował się redagowaniem i wydawaniem prasy podziemnej. Będąc członkiem BONP redagował Biuletyn Polski, a w ramach BCh Biuletyn Oświatowy, Idzie wolność i Regionalną Agencję Prasową Podlasie. Zainicjował powstanie w Wiśniowie spółdzielni wydawniczej Płomienie trudniącej się drukiem materiałów propagandowych oraz szkoleniowych dla Wolnej Wszechnicy Polskiej. Jesienią 1941 został komendantem podokręgu Siedlce Batalionów Chłopskich. Opowiadał się za jednolitym frontem polskiego podziemia. Zainicjował powstanie tajnej Szkoły Podchorążych w Białej Podlaskiej. Podlegały mu oddziały partyzanckie dowodzone przez Mariana Grzebisza, Juliana Czuby i Edwarda Konarskiego. W Lublinie utrzymywał kontakt z grupą działaczy RPPS, a w Warszawie - z GL, a następnie AL i grupą intelektualistów skupionych wokół Stefana Żółkiewskiego i Władysława Bieńkowskiego. Wiosną 1944 nawiązał współdziałanie ze Zgrupowaniem Partyzanckim „Jeszcze Polska nie zginęła”. Został aresztowany 6 czerwca 1944 w pociągu. Został uwięziony na Pawiaku, a później w Groß-Rosen i Mittelbau-Dora. Z tego ostatniego obozu zbiegł wraz z grupą innych więźniów, został jednak schwytany i zmarł w szpitalu więziennym.
Został pośmiertnie awansowany do stopnia podpułkownika.

## Ordery i odznaczenia
- Order Krzyża Grunwaldu III klasy (13 września 1946)[2]

## Upamiętnienie
Na cmentarzu w Puchaczowie znajduje się jego cenotaf. Szkoła Podstawowa w Rossoszu nosi jego imię. W 2008 ukazała się jego biografia autorstwa Janusza Gmitruka pt. Stefan Skoczylas 1918–1945. Biografia dowódcy BCh na Podlasiu.